# Distrito de Anosibe An'ala
El Distrito de Anosibe An'ala es un distrito que se encuentra en la región de Alaotra Mangoro en Madagascar. Su capital es Anosibe An'ala.
Comprende las siguientes comunas:
- Ambalaomby
- Ambatoharanana
- Ampandoantraka
- Ampasimaneva
- Anosibe An'ala
- Antandrokomby
- Longozabe
- Niarovana
- Marosampanana
- Tratramarina